# Episodi de Il bene e il male
La prima e unica stagione della serie televisiva Il bene e il male andò in onda in prima visione su Rai 1 dal 12 gennaio al 23 febbraio 2009.
| nº | Titolo                     | Prima TV Italia  |
| -- | -------------------------- | ---------------- |
| 1  | La falsa pista             | 12 gennaio 2009  |
| 2  | Ribellione                 | 12 gennaio 2009  |
| 3  | Finché morte non vi separi | 19 gennaio 2009  |
| 4  | Fratelli                   | 19 gennaio 2009  |
| 5  | La famiglia                | 26 gennaio 2009  |
| 6  | Apparenze                  | 26 gennaio 2009  |
| 7  | Il ministeriale            | 2 febbraio 2009  |
| 8  | Ossessione                 | 2 febbraio 2009  |
| 9  | Il concorso                | 16 febbraio 2009 |
| 10 | Cambio vita                | 16 febbraio 2009 |
| 11 | Amici                      | 23 febbraio 2009 |
| 12 | Oltre il dubbio            | 23 febbraio 2009 |

## La falsa pista
- Diretto da: Giorgio Serafini
- Scritto da: Vinicio Canton

### Trama
Il commissario di Polizia Claudio Anastasi è amico d'infanzia e collega di Fabiana Cortesi, una poliziotta sospettata di essere corrotta. Una notte Claudio pedina Fabiana, che incontra un criminale e il suo scagnozzo. Un ragazzo, presente nel luogo dell'incontro, fa scattare l'allarme di un'auto. Claudio esce allo scoperto e lo scagnozzo tenta di ucciderlo, ma Fabiana fa da scudo e si prende i proiettili al posto dell'amico. La donna muore tra le braccia di Claudio, che le promette di fare giustizia.
- Ascolti Italia: telespettatori 4 971 000 – share 17,37%[1]

## Ribellione
- Diretto da: Giorgio Serafini
- Scritto da: Vinicio Canton

### Trama
Mentre Claudio indaga sull'omicidio di Fabiana, un nuovo caso tiene col fiato sospeso il commissariato, una prostituta slava ha ucciso il suo protettore ed è fuggita con il suo bambino.
- Ascolti Italia: telespettatori 4 353 000 – share 17,25%[1]

## Finché morte non vi separi
- Diretto da: Giorgio Serafini
- Scritto da: Vinicio Canton

### Trama
Grazia Micheli, una giovane agente nonché ex amante di Claudio, torna a casa dai suoi e si ritrova a convivere con i genitori e il fratello Marco, un ragazzo con seri problemi di ritardo mentale. Lo stesso Claudio, indagando sulla morte di Fabiana, si ritrova ad indagare sull'ex di Grazia, Pietro Marconi.
- Ascolti Italia: telespettatori 4 702 000 – share 16,26%[2]

## Fratelli
- Diretto da: Giorgio Serafini
- Scritto da: Vinicio Canton

### Trama
Claudio e la sua squadra sono appostati nei pressi di un capannone: hanno ricevuto una soffiata anonima, quello su un traffico di schiave.
- Ascolti Italia: telespettatori 4 094 000 – share 16,54%[2]

## La famiglia
- Diretto da: Giorgio Serafini
- Scritto da: Vinicio Canton

### Trama
Grazia, rimasta ad accudire il fratello, chiede aiuto a Pietro per portarlo con sé all'ortofrutta, dove Marco entra in sintonia con la cassiera, Alessia. Nel frattempo, Claudio e la squadra indagano su una banda di trafficanti slavi di auto rubate.
- Ascolti Italia: telespettatori 4 804 000 – share 16,33%[3]

## Apparenze
- Diretto da: Giorgio Serafini
- Scritto da: Vinicio Canton

### Trama
Grazia assiste ad un'aggressione di una diciassettenne e la soccorre.
- Ascolti Italia: telespettatori 4 026 000 – share 15,85%[3]

## Il ministeriale
- Diretto da: Giorgio Serafini
- Scritto da: Vinicio Canton

### Trama
Claudio e la squadra indagano sull'omicidio di una donna avvenuta sotto casa, mentre il marito era in casa per guardare la TV.
- Ascolti Italia: telespettatori 4 559 000 – share 15,11%[4]

## Ossessione
- Diretto da: Giorgio Serafini
- Scritto da: Vinicio Canton

### Trama
Claudio e la squadra indagano sull'omicidio di una ragazza, e chiedono aiuto a Grazia per incastrare l'assassino.
- Ascolti Italia: telespettatori 4 239 000 – share 15,99%[4]

## Il concorso
- Diretto da: Giorgio Serafini
- Scritto da: Vinicio Canton

### Trama
Pietro viene coinvolto in una rapina in banca per prelevare dei gioielli custoditi nel caveau.
- Ascolti Italia: telespettatori 5 008 000 – share 17,14%[5]

## Cambio vita
- Diretto da: Giorgio Serafini
- Scritto da: Vinicio Canton

### Trama
Margherita, scopre dai messaggi su un vecchio cellulare del marito Claudio, e lo stesso Claudio è costretto a dormire in una vecchia casa di famiglia. Lui e la sua squadra indagano su un caso.
- Ascolti Italia: telespettatori 4 412 000 – share 17,68%[5]

## Amici
- Diretto da: Giorgio Serafini
- Scritto da: Vinicio Canton

### Trama
Claudio aiuta Mariella per scagionare un suo amico imprenditore accusato d'omicidio.
- Ascolti Italia: telespettatori 4 881 000 – share 16,64%[6]

## Oltre il dubbio
- Diretto da: Giorgio Serafini
- Scritto da: Vinicio Canton

### Trama
Per Claudio e la squadra il cerchio si chiude intorno alle indagini sulla morte di Fabiana e sull'identità della talpa.
- Ascolti Italia: telespettatori 4 454 000 – share 17,90%[6]